# 巴斯雷斯冰原島峰 (斯科特海岸)
78°1′S 161°13′E / 78.017°S 161.217°E
巴斯雷斯冰原島峰（英語：Buttress Nunatak），是南極洲的冰原島峰，位於維多利亞地的斯科特海岸，屬於威爾克尼斯山脈的一部分，海拔高度2,175米，現時由南極條約體系管理。